# Piper coeloneurum
Piper coeloneurum är en pepparväxtart som beskrevs av Friedrich Ludwig Diels. Piper coeloneurum ingår i släktet Piper och familjen pepparväxter. Inga underarter finns listade i Catalogue of Life.